# I Want to Tell You
I Want to Tell You è una composizione di George Harrison, pubblicata sull'album Revolver dei Beatles del 1966. Nello stesso album sono presenti altre due composizioni del chitarrista: il brano d'apertura Taxman e Love You To.

## Descrizione

### Composizione
L'autore del pezzo ha affermato che quest'ultimo parla della marea di pensieri difficili da comunicare che ci invia la mente in forma di ordini; mentre, secondo Harrison, sarebbe bene che ci lasciassimo andare dimenticandola. Prima di arrivare ad I Want to Tell You, la canzone ha avuto i working titles di Laxton's Superb e I Don't Know. Il primo nome, secondo un aneddoto riportato da più voci, derivò da uno scambio di battute in cui John Lennon, irritato perché il compagno non aveva mai pronti i nomi delle canzoni che aveva composto, propose beffardamente di battezzarlo Granny Smith Part Friggin' Two, (Love You To aveva avuto come titolo provvisorio Granny Smith); e per questo il tecnico Geoff Emerick suggerì al volo un'altra qualità di mele, le Laxton's Superb.
Il brano è stato considerato il più filosofico dei Beatles fino a questo momento. Nell'autobiografia di Harrison I Me Mine, l'autore ha affermato che sarebbe stato meglio invertire il verso di apertura. Nell'Anthology, George ha parlato del brano come uno dei pochi che aveva verso la metà degli anni sessanta. Il pezzo è nella tonalità di La maggiore.

### Registrazione
Le sedute di registrazione per il brano iniziarono il 2 giugno 1966; riguardo in generale alle registrazioni delle canzoni di George, il fonico Geoff Emerick ha ricordato di una sorta di pressione nella sala di registrazione, perché sembrava che ci fosse un tempo limite per registrare le canzoni di Harrison. In questa prima giornata di lavorazione al pezzo, vennero prima registrati cinque nastri di base ritmica (pianoforte, batteria, chitarre); il terzo di questi venne considerato il migliore, per cui ci vennero sovraincise le voci, le percussioni ed altre parti di piano. L'indomani McCartney sovraincise la sua parte di basso elettrico. Per quest'ultima seduta, il nastro tre venne ridotto nel quattro. Nelle stesse giornate di registrazioni della canzone, avveniva il mixaggio di Yellow Submarine. Fu quindi la quarta take quella utilizzata per il mixaggio, sia mono che stereo; il primo venne realizzato il 6 giugno, mentre il secondo il 21. Per tutte e quattro le sedute, il produttore fu George Martin, il primo fonico il sopracitato Emerick ed il secondo Phil McDonald. Il brano presenta, all'inizio, un effetto di fade-in (su idea di McCartney), lo stesso presente sul pezzo Eight Days a Week.

### Pubblicazione
I Want to Tell You venne pubblicata come dodicesima traccia dell'album Revolver, pubblicato il 5 agosto 1966. Nella versione americana dell'album, la traccia è la decima, ma rimane sempre tra Doctor Robert e Got to Get You into My Life. Non ci furono inclusioni del brano in una qualsiasi compilation. George Harrison ha eseguito il pezzo dal vivo in Giappone, per cui I Want to Tell You compare nell'album Live in Japan del 1992, come traccia d'apertura. In questo caso, il verso iniziale è stato cantato invertendo le due proposizioni che lo compongono. Nel Concert for George del 29 novembre 2002, la canzone è stata cantata da Jeff Lynne, accompagnato da Eric Clapton; il produttore aveva già aiutato Harrison a "riemergere" con l'album Cloud Nine del 1987, dopo il fiasco di Gone Troppo di cinque anni prima, e stava concludendo l'album Brainwashed di George, nel quale suonava anche il figlio di quest'ultimo, Dhani; questo LP venne pubblicato, postumo, lo stesso giorno del concerto.

## Formazione

### Versione dei Beatles
- George Harrison: voce raddoppiata, chitarra solista, battimani
- Paul McCartney: cori, basso elettrico, pianoforte, battimani
- John Lennon: cori, tamburello, battimani
- Ringo Starr: batteria, maracas, battimani[1][2]

È stata ipotizzata la paternità di Harrison anche ai cori.

### Versione di George Harrison
- George Harrison: voce, chitarra
- Eric Clapton: cori, chitarra
- Andy Fairweather-Low: cori, chitarra
- Nathan East: cori, basso elettrico
- Chuck Leavell: cori, tastiere
- Greg Phillinganes: cori, tastiere
- Steve Ferrone: batteria
- Ray Cooper: percussioni
- Tessa Niles: cori
- Katie Kissoon: cori[14]